# Omar M. Yaghi
Omar M. Yaghi (em árabe: عمر مونّس ياغي; nascido em 9 de fevereiro de 1965) é professor de Química da cadeira James and Neeltje Tretter da Universidade da Califórnia, Berkeley, e membro eleito da Academia Nacional de Ciências dos Estados Unidos.

## Infância e educação
Yaghi nasceu em Amã, Jordânia, em 1965, em uma família de refugiados. originalmente da Palestina. Ele cresceu em uma casa com muitos filhos, mas tinha acesso limitado a água potável e eletricidade. Aos 15 anos, mudou-se para os Estados Unidos com o incentivo de seu pai. Embora ele soubesse pouco inglês, ele começou a estudar no Hudson Valley Community College e, mais tarde, se transferiu para a University at Albany, SUNY, para terminar seu curso universitário. Ele começou seus estudos de graduação na Universidade de Illinois, Urbana-Champaign e recebeu seu PhD em 1990 sob a orientação de Walter G. Klemperer. Ele foi um pós-doutorado da National Science Foundation na Harvard University (1990–1992) com o professor Richard H. Holm.

## Carreira
Ele fez parte do corpo docente da Arizona State University (1992–1998) como professor assistente, da University of Michigan (1999–2006) como Robert W. Parry Professor of Chemistry, e da University of California, Los Angeles (2007-2012) como Professor de Química Christopher S. Foote, bem como titular da cadeira Irving e Jean Stone em Ciências Físicas.
Em 2012, ele se mudou para a Universidade da Califórnia, Berkeley, onde agora é professor de química James and Neeltje Tretter. Ele é o Diretor Fundador do Berkeley Global Science Institute. Ele também é codiretor do Kavli Energy NanoSciences Institute da Universidade da Califórnia, Berkeley e do Lawrence Berkeley National Laboratory, bem como da California Research Alliance da BASF.

## Trabalho profissional
Yaghi foi o pioneiro da química reticular, um novo campo da química preocupado com a união de blocos de construção moleculares por meio de ligações fortes para formar estruturas abertas. Seu trabalho mais conhecido é o projeto e produção de novas classes de compostos conhecidos como estruturas metal-orgânicas (MOFs), estruturas de imidazolato zeolítico (ZIFs), e estruturas orgânicas covalentes (COFs). MOFs são conhecidos por suas áreas de superfície extremamente altas (5640 m2/g para MOF-177)  e densidades cristalinas muito baixas (0.17 g·cm−3 para COF-108). Yaghi também foi pioneiro na tecelagem molecular e sintetizou o primeiro material tecido do mundo nos níveis atômico e molecular (COF-505).
Ele tem liderado o esforço na aplicação desses materiais em tecnologias de energia limpa, incluindo armazenamento de hidrogênio e metano, captura e armazenamento de dióxido de carbono, bem como coleta de água do ar do deserto.
Ele é o segundo químico mais citado do mundo (2000-2010).

## Honras e prêmios
Suas realizações no design e síntese de novos materiais foram homenageadas com o Solid State Chemistry Award da American Chemical Society e Exxon Co. (1998), e a Medalha Sacconi da Italian Chemical Society (2004). Seu trabalho com armazenamento de hidrogênio foi reconhecido pelo Prêmio do Programa de Hidrogênio do Departamento de Energia dos Estados Unidos (2007). Ele recebeu a Medalha da Sociedade de Pesquisa de Materiais pelo trabalho em teoria, design, síntese e aplicações de estruturas metal-orgânicas e recebeu o Prêmio Newcomb Cleveland da Associação Americana para o Avanço da Ciência pelo melhor artigo publicado na Science (2007)  Yaghi recebeu o Prêmio Química de Materiais da Sociedade Química Americana (2009), Prêmio Internacional Izatt-Christensen (2009), o Prêmio Centenário da Sociedade Real de Química (2010), bem como a Prêmio Nano da China (2013). Em 2015, ele recebeu o Prêmio Internacional Rei Faisal em Química e o Prêmio Mustafa em Nanociência e Nanotecnologia. Em 2016, ele recebeu o Prêmio TÜBA da Academia em Ciências Básicas e de Engenharia por estabelecer a Química Reticular. Em 2017, Yaghi recebeu o Prêmio Spires Memorial da Royal Society of Chemistry, a Medalha de Excelência da Primeira Ordem concedida pelo Rei Abdullah II, o Prêmio Internacional da Sociedade Japonesa de Coordenação de Química, o Medalha Bailar em Química Inorgânica, o Prêmio Kuwait em Ciências Fundamentais, e o Prêmio Mundial Albert Einstein de Ciência conferido pelo Conselho Cultural Mundial. Em 2018, Yaghi foi premiado com o Prêmio BBVA Foundation Frontiers of Knowledge em Ciências Básicas pelo pioneirismo na Química Reticular, e também em 2018 ele recebeu o Prêmio Wolf em Química, no qual foi citado como pioneiro na química reticular via estruturas metal-orgânicas e estruturas orgânicas covalentes. Seu trabalho na captação de água do ar do deserto usando estruturas metal-orgânicas foi apresentado pelo Fórum Econômico Mundial na Suíça como uma das 10 principais tecnologias emergentes, e foi premiado com o Prêmio Internacional de Água Príncipe Sultão Bin Abdulaziz de 2018. Yaghi também recebeu o Prêmio Eni 2018 em reconhecimento por seu trabalho na aplicação de química estrutural a soluções de energia limpa, incluindo armazenamento de metano, captura e conversão de dióxido de carbono e coleta de água do ar do deserto. Ele foi homenageado com o Prêmio Gregori Aminoff 2019 da Real Academia Sueca de Ciências pelo desenvolvimento da química reticular. Em 2019, ele também recebeu a Medalha MBR de Excelência Científica dos Emirados Árabes Unidos, bem como o Prêmio de Pesquisa Nano. Yaghi foi premiado com a medalha de ouro 2020 August-Wilhelm-von-Hofmann-Denkmünze da Sociedade Química Alemã por sua contribuição à química reticular e pelo pioneirismo em MOFs, COFs e tecelagem molecular. Yaghi também recebeu o prêmio 2020 da Royal Society of Chemistry Sustainable Water por seu desenvolvimento impactante da coleta de água do ar do deserto usando estruturas de metal-orgânico.